# برج جهان‌نما

بخشی از برج جهان‌نما

ارگ جهان‌نما یا برج جهان‌نما مجتمعی تجاری است که توسط شهرداری اصفهان در میدان امام حسین اصفهان (در نزدیکی محل بنای صفوی تخریب‌شدهٔ کوشک جهان‌نما) ساخته شد و به لحاظ قرارگیری در منظر تاریخی و فرهنگی میدان نقش جهان، طبقاتی از آن تخریب گردید. این بنا در سال ۱۳۷۵ با تخریب کاروانسرای تاریخی «تحدید» که به عنوان بخشی از مجموعه چهار باغ اصفهان در سال ۱۳۱۰ به شماره ۱۰۹ در فهرست آثار ملی ایران ثبت شده بود، با کاربری تجاری و فرهنگی احداث گردید.

## تعدیل برج
به لحاظ آنکه بلندی این بنا در منظر تاریخی و فرهنگی میدان نقش جهان قرار داشت، یونسکو در سال ۱۳۸۰ برای اولین بار موضوع قرار دادن میدان نقش جهان را در فهرست میراث در خطر مطرح نمود. ارتفاع اولیه ساختمان تجاری جهان نما حدود ۵۰ متر بود. این بنا در فاصله ۷۰۰ متری میدان نقش جهان قرار دارد. بازرسان یونسکو پس از بازرسی از محل اعلام کردند «خط آسمانی و منظر تاریخی و فرهنگی میدان نقش جهان مخدوش شده و دولت ایران موظف است نسبت به تعدیل برج جهان‌نما اقدام نماید.» موضوع به قدری جدی شد که سید محمد خاتمی در نامه‌ای به رئیس وقت سازمان میراث فرهنگی و گردشگری گفت:
از صحبت‌هایی که با مدیر کل سازمان یونسکو داشته‌ام این گونه به نظر می‌آید که یونسکو تنها در صورت تعدیل برج جهان نما به موضوع میدان نقش جهان پایان می‌دهد
سرانجام برج جهان‌نما در تاریخ ۸ بهمن سال ۱۳۸۴ تعدیل گردید و دوطبقه بالایی آن تخریب شد تا به منظر فرهنگی میدان آسیبی وارد نشود.